# Benshi
I Benshi (弁士? , lett. colui che commenta), chiamati anche Katsudō benshi (活動弁士?) o Katsuben (活弁?), erano dei commentatori giapponesi che, nei primi decenni del XX secolo, avevano il compito di fornire al pubblico una narrazione orale durante le proiezioni dei film muti, sia occidentali che giapponesi.
Tra i Benshi più celebri vi furono Musei Tokugawa (attivo nei teatri Aoikan e Musashinokan), Saburou Somei (al teatro Denkikan), Raiko Ikoma (al Teikokukan), Rakuten Nishimura, Mitsugu Oukura e Shiro Outsuji. 

## Origine e ruolo
Il benshi, posizionato in piedi a fianco dello schermo su cui veniva proiettato il film muto, svolgeva il ruolo di narratore e di interprete di situazioni e di personaggi, introducendo la storia e spiegandone contestualmente il suo svolgimento. La sua figura, per l'attenzione prestata alla natura dello spettacolo, è stata paragonata a quella del narratore, chiamato tayū (太夫?), presente nel teatro Bunraku, dal quale però si discosta per l'assenza di restrizioni formali e dell'obbligo di seguire alla lettera il testo dell'opera fornito dai produttori. Altre influenze invece risalgono al teatro Nō.
La maggior parte dei film del primo periodo cinematografico nipponico erano opere Kabuki adattate al grande schermo, e quindi lo stile caratteristico che i benshi adottavano era volutamente drammatico, eccentrico e solenne. Durante le loro esibizioni i benshi davano voce ai vari personaggi, i cui dialoghi prendevano il nome di kagezerifu (陰台詞? , lett. linea d'ombra), cambiando il tono e l'intonazione a seconda del soggetto: questa tecnica molto antica viene chiamata kowairo (声色? , imitazione della voce) e risale al periodo Genroku (1688-1703). Il momento forse più importante di tutto lo spettacolo era quello del maesetsu (前説?), ossia quello della narrazione introduttiva alla proiezione.
In generale, i requisiti fondamentali per un benshi erano la capacità di manipolare la propria voce assieme ai movimenti del viso e del corpo, per collegare la recitazione alle immagini proiettate, e l'abilità di adattare il proprio ruolo in base al genere di film e al tipo di personaggi coinvolti nella trama.
I benshi escogitarono pose, costumi e linguaggi propri per interagire sia col film che con il pubblico: poiché non c'era la necessità di mantenere il buio all'interno del teatro, la performance si sviluppava, oltre che sul piano sonoro, anche su quello visivo.
Proprio grazie al loro ruolo di narratori, l'influenza che i benshi potevano esercitare era notevole. Capitava che il benshi creasse di proprio pugno filoni narrativi distinti dalla trama principale, o addirittura che venisse chiesto alla persona incaricata di proiettare la pellicola di farlo a velocità ridotta per permettere all'artista di parlare più a lungo.
Come accadeva in Occidente, anche in Giappone i film muti erano spesso accompagnati da musica dal vivo eseguita da orchestre, con la differenza che le orchestre nipponiche erano composte da musicisti e strumenti tipici della corrente Kabuki. Poiché i benshi si esibivano senza strumenti di amplificazione vocale, era necessaria una notevole opera di coordinazione con i musicisti per riuscire a farsi comprendere da tutto il pubblico, che nei teatri dell'epoca poteva comprendere fino a 1.000 persone.
I film stranieri raramente arrivavano in Giappone forniti di sceneggiature complete da seguire; quando ciò accadeva, le traduzioni elaborate dai benshi erano del tutto sommarie. Inoltre il più delle volte essi decidevano comunque di non seguire tali linee guida, preferendo elaborare dei testi basati sulla propria interpretazione delle storie, intrattenendo gli spettatori con le loro osservazioni e pareri personali: i benshi dunque godevano di notevole discrezionalità, tanto da arrivare ad autodefinirsi "Poeti dell'ombra".

## I Benshi e lo sviluppo dell'industria cinematografica in Giappone
Nel momento in cui l'industria cinematografica si sviluppò in Giappone, la figura del benshi nacque come sua parte integrante. Gli stessi produttori davano per assodata la presenza di questi narratori, così come la funzione da essi svolta nel fornire al pubblico una spiegazione introduttiva al film, oltre che chiarimenti in merito a scene particolarmente intricate o addirittura narrazioni di parti della storia non presenti tra le scene filmate.
Dopo una prima fase di sperimentazione delle tecniche dei benshi durata fino al 1914, quando anche in Giappone cominciarono ad essere utilizzati titoli chiarificatori per le trame dei film, e in generale con il lento evolversi della cinematografia, iniziò per questi artisti un secondo periodo, tra il 1915 e il 1925, che fu quello della maturità. Il cinema stava evolvendosi in strutture drammatiche con caratterizzazioni realistiche, i dialoghi acquisirono maggiore importanza nell'economia dello svolgimento narrativo e gli scrittori iniziarono a prestare molta più attenzione nel mantenere bilanciati gli elementi verbali e quelli visivi. I benshi si adattarono mutando le loro tecniche kowairo, aggiungendo ritmo alle loro esecuzioni e citando alla lettera le frasi contenute nei testi forniti loro. 
La terza fase, sebbene conclusasi repentinamente negli anni '30, fu quella in cui i Benshi videro il maggior successo, tanto che alcuni di essi arrivarono ad ottenere autorità indiscussa in studi maggiori come quello della Nikkatsu (ad esempio avvalendosi della facoltà di decidere il numero massimo di riprese effettuabili dai registi per ciascuna bobina di pellicola, per assicurarsi di non incorrere in tagli problematici): questi Benshi, in sostanza, non furono più soltanto semplici narratori, ma anche giudici ed analizzatori dei film stessi.
L'affermarsi del sonoro contribuì tuttavia a rendere il ruolo tradizionale del benshi una parte sacrificabile del sistema cinematografico, ed essi tentarono di opporsi a questa evoluzione in vari modi, fra cui l'organizzazione di un primo sciopero nel 1929, in occasione della distribuzione del film sonoro Marching on, prodotto dalla Fox. Fu tra l'altro il cinema straniero con la sua influenza a far via via spostare l'attenzione dalla figura del benshi a quella dell'attore: ad esempio, nei cartelloni pubblicitari del tempo le foto dei benshi vennero progressivamente sostituite con quelle degli attori protagonisti.

## Popolarità e legittimazione pubblica
La celebrità dei benshi crebbe di pari passo a quella dei film muti: le loro performance venivano immortalate da fotografi pubblicitari che con i loro scatti enfatizzavano l'indipendenza di queste figure del cinema muto dalla vita mondana e dai film stessi, raffigurandoli come dei personaggi fuori dagli schemi ordinari. 
Nel 1927 in Giappone erano attivi 6.818 benshi, tra cui 180 donne. Fu anche grazie alla loro presenza che i film muti continuarono ad avere successo fino a metà degli anni '30, benché già dalla fine degli anni '20 fossero stati introdotti i film dotati di audio.
A partire dal 1910 alcuni benshi erano già considerati come vere e proprie star, ma il loro percorso fu controverso. Ben presto infatti i benshi tentarono di ritagliarsi un ruolo pubblico ed istituzionale ben preciso e rispettabile, che andasse oltre la figura di semplici artisti, per quanto famosi. Ad esempio, appena dopo lo scoppio della Prima Guerra Mondiale, il benshi Hanai Hideo, durante l'introduzione di un film, indossò un'uniforme militare e lesse al pubblico il proclama imperiale riguardante lo stato di guerra, al fine di dimostrare la propria fedeltà allo Stato.
L'influenza che questi artisti avevano sull'opinione pubblica giapponese in breve divenne tale da indurre il dipartimento di polizia di Tōkyō a disporre un sistema di regolamentazione delle performance cinematografiche, stando al quale gli aspiranti benshi e quelli già attivi dovevano sottoporsi a degli esami per ottenere le licenze di cui necessitavano. Tali esami comprendevano domande di cultura generale e altre sul ruolo sociale della filmografia. Dall'applicazione di questo sistema di licenze, avvenuta a partire dal 1920, emerse chiaramente che la maggior parte di questi artisti non aveva un livello di preparazione adeguato per svolgere il ruolo di educatori. A partire dal 1921 il Ministero dell'Educazione, con l'aiuto dal benshi Somei Saburo, sponsorizzò quindi corsi di formazione finalizzati a formare i benshi anche come educatori.
La progressiva subordinazione dei benshi alle autorità e alle case cinematografiche indebolì la loro autonomia e il loro ruolo, e facilitò l'affermazione dei film sonori, che ormai venivano percepiti come più naturali ed efficienti. Nel 1936 il dipartimento di polizia di Tokio cessò di indire esami e concedere loro licenze, e la figura del benshi sopravvisse solamente nei cinema più poveri in cui si proiettavano ancora film muti a basso costo.

## Benshi attualmente attivi
Anche se la tradizione benshi è andata scomparendo dopo il 1936, esistono tutt'oggi artisti che hanno deciso di intraprendere anche una carriera in qualità di benshi contemporanei, nella maggior parte dei casi parallelamente ad altre professioni cinematografiche come quella di attore. Tra questi:
- Midori Sawato: decise di diventare benshi nel 1972 poiché impressionata dalla performance di colui che poi sarebbe diventato il suo maestro, Shunsui Matsuda. Midori conta un repertorio di oltre 500 film.
- Ichiro Kataoka: laureato alla Nihon University College of Art, cominciò il proprio percorso come commentatore nel 2002 sotto la guida di Midori Sawato
- Raiko Sakamoto: iniziò la propria carriera nel 1997, anno in cui aderì ad un gruppo di narrativa organizzato dalla Matsuda Film Production; debuttò nel 2002 e conta un repertorio di circa 50 film.
- Tomoko Komura: attrice in lingua inglese operativa a Londra, divenne nel 2010 la prima benshi giapponese ad esibirsi in Inghilterra. Lavora anche per organizzazioni quali la BBC e la Universal Pictures.

## Benshi in altre culture
Figure analoghe ai benshi nipponici sono presenti anche in altre culture: a Taiwan i narratori di film muti erano detti Piansu; in Corea invece erano chiamati Pyonsa, e svolsero la loro attività durante il primo decennio del XX secolo.